# Oreotrochilus stolzmanni
El colibrí de Stolzmann, colibrí de cabeza verde o estrella de cabeza verde (Oreotrochilus stolzmanni), es una especie de ave apodiforme de la familia de los colibríes (Trochilidae), perteneciente al género Oreotrochilus. Es nativa de regiones andinas del oeste de América del Sur.

## Distribución y hábitat
Se distribuye en los Andes del norte y centro de Perú (Cajamarca, Huánuco); registrado también en el extremo sur de Ecuador (sureste de Loja).
Esta especie es considerada localmente común en sus hábitats naturales: los pastizales de altitud con escasos matorrales Puya en laderas rocosas, en altitudes entre 3600 y 4200 m.

## Sistemática

### Descripción original
La especie O. stolzmanni fue descrita por primera vez por el zoólogo británico Osbert Salvin en el año 1895 bajo el mismo nombre científico; su localidad tipo es: «Huamachuco 10 400 pies (c. 3170 m) y cerca de Cajamarca, Perú 10 000 y 12 000 pies (3048 – 3657 m)».

### Etimología
El nombre genérico masculino «Oreotrochilus» es una combinación de la palabra del griego «oros» que significa ‘montaña’, y del género Trochilus, denominación genérica inicial de los colibríes; y el nombre de la especie «stolzmanni», conmemora al zoólogo polaco Jean Stanislaus Stolzmann (1854-1928).

### Taxonomía
Por mucho tiempo fue considerada una subespecie del colibrí puneño (Oreotrochilus estella). Las clasificaciones Aves del Mundo (HBW) y Birdlife International (BLI) la consideraron una especie separada, con base en diferencias morfológicas tales como: el macho tiene la corona y las partes superiores de color verde metálico (no brillante) y no beige opaco; tiene una banda ventral negruzca y no castaña y los lados del vientre más blancos y no más beige; ambos sexos tienen la cola de color azul metálico profundo; la hembra tiene la corona bronceada y la garganta punteada de verde y no de pardo.
Con base en estas diferencias apuntadas por Fjeldså y Boesman (2018) y con el refuerzo de los datos filogenéticos presentados por otros autores, que demostraron que la presente especie está cercanamente emparentada con Oreotrochilus melanogaster y con la recientemente descrita O. cyanolaemus, y más distante de O. estella, consistente con los patrones de distribución geográfica, el Comité de Clasificación de Sudamérica (SACC) aprobó la Propuesta No 808 de separación de la especie. Es monotípica.